# Santiago Foncillas Casaus
Santiago Foncillas Casaus (Adahuesca, Aragón, 24 de octubre de 1929-Madrid, 20 de marzo de 2016) fue un empresario español, fundador y primer presidente del Círculo de Empresarios.

## Biografía
Estudió a los Jesuitas de Zaragoza y se licenció en derecho en la Universidad de Deusto con premio extraordinario. Ingresó en el Cuerpo de Abogados del Estado y en 1962 empezó a trabajar en Ebro, Azúcares y Alcoholes, SA como secretario y jefe de la asesoría jurídica. En 1970 fue nombrado Secretario General del Consejo del Instituto Nacional de Industria, cargo que ocupó hasta junio de 1973, cuando fue nombrado Consejero Delegado de Telefónica. Durante su mandato contribuyó a la automatización del servicio telefónico. En 1976 dejó el cargo y fue nombrado presidente ejecutivo de Campsa (ya la vez de Repsol Butano y Enagás), ocupando el cargo hasta 1980. Durante su mandato fomentó la participación de Petróleos Mexicanos (Pemex) en la refinería española de Petronor que favoreció el incremento de la cuota de crudo en el comercio de Estado de España. De 1978 a 1981 también presidió Galerías Preciados y Westinghouse.
En 1985 fue nombrado presidente de la Sociedad Hispano Inmobiliaria de Gestión y en junio de 1991 fue designado vicepresidente del Banco Hispano Americano. Cuando éste se fusionó con el Banco Central fue nombrado uno de los vicepresidentes del Banco Central Hispano (BCH). También fue miembro de los consejos de Administración de Antena 3, Seguros La Estrella, Vallehermoso, y Campofrío y presidente del Grupo Dragados de 1994 a 2002. En 2001 se jubiló.

### Círculo de Empresarios
En 1977 fue uno de los fundadores y primer presidente del Círculo de Empresarios, contribuyendo a precisar sus objetivos, que fundamentalmente consistían en defender la economía de libre mercado, cediendo el puesto como órgano representativo de los empresarios en defensa de sus intereses a la CEOE. Ocupó el cargo hasta 1983 y posteriormente fue presidente de honor hasta su muerte en 2016.

## Obras
- El mañana del petróleo, Madrid, CAMPSA, 1979
- La colaboración de la jurisdicción ordinaria con la función arbitral, Madrid, CIMA Corte Civil y Mercantil de Arbitraje, 1991.